# اکوت
اکوت (به لاتین: Akwete) یک منطقهٔ مسکونی در نیجریه است که در اراضی ابیا واقع شده‌است.